# London Palladium
London Palladium (případně The Palladium) je divadlo v Londýně, ležící v ulici Argyll ve čtvrti Soho. Budova byla postavena podle návrhu architekta Franka Matchama a k otevření divadla došlo 26. prosince 1910. V květnu 1941 bylo zasaženo německou minou, která propadla střechou a uvízla nad jevištěm, nicméně k jejímu výbuchu nedošlo. Kapacita sálu je 2286 lidí. Kromě různých forem divadelních představení (často muzikály) se v něm konají koncerty a od 50. let v něm byl natáčen televizní pořad Tonight at the London Palladium. Odehrává se zde část filmu 39 stupňů (1935) režiséra Alfreda Hitchcocka. Od roku 1960 je budova zařazena na seznamu britských památkově chráněných budov, tzv. listed buildings (stupeň II*).